# Karl Theodor Schäfer
Karl Theodor Schäfer (* 27. Juli 1900 in Essen; † 4. Oktober 1974 in Bonn) war ein deutscher römisch-katholischer Theologe und neutestamentlicher Exeget an der Universität Bonn.

## Leben
Karl Theodor Schäfer wuchs in Essen auf. Dort war er einer der Gründer der örtlichen Gruppe des Bundes Neudeutschland. Er studierte katholische Theologie in Bonn, Köln und Rom. 1924 wurde er in Köln zum Priester geweiht und zum Kaplan an St. Laurentius in Elberfeld bestellt. Von 1925 bis 1928 war er Alumnus des Päpstlichen Bibelinstituts und Konviktor im Campo Santo Teutonico in Rom. Im Februar 1928 wurde er in Bonn zum Dr. theol. promoviert, im Juni desselben Jahres folgte seine Promotion zum Lizentiaten der Bibelwissenschaften in Rom. Nach seiner Habilitation 1931 in Bonn erhielt er 1932 einen Ruf als außerordentlicher Professor an die Philosophisch-theologische Hochschule Regensburg. Im November 1933 unterzeichnete er das Bekenntnis der deutschen Professoren zu Adolf Hitler. 1937 wurde er als Ordinarius an die Staatliche Akademie in Braunsberg berufen, wo er bis zu deren Schließung 1945 lehrte.
Nach der Vertreibung, durch die er seine Manuskripte aus 14 Jahren wissenschaftlicher Arbeit verlor, übertrug Erzbischof Josef Frings Schäfer die Rektoratspfarrei in Delhoven am Niederrhein. 1946 wurde er als Ordinarius für Neues Testament an die Universität Bonn berufen. Seinen seelsorglichen Dienst in Delhoven führte er bis 1948 fort. Schäfer amtierte 1948/49 und 1959/60 als Dekan der Katholisch-Theologischen Fakultät sowie 1956/57 und 1957/58 als Rektor bzw. Prorektor der Universität. 1965 ließ er sich emeritieren, um Zeit für seine Forschungen zu gewinnen.

## Werk
Schäfer publizierte viele Schriften zum Neuen Testament und zur Vetus Latina. Sein Grundriß der Einleitung in das Neue Testament ist ein „Markstein in der Geschichte der katholischen Einleitungswissenschaft“. Für die Universität Bonn ist sein 1968 erschienenes Werk zur Verfassungsgeschichte dieser Universität wichtig.

## Ehrungen
1966 wurde Karl Theodor Schäfer zum päpstlichen Hausprälaten ernannt.

## Schriften
- Untersuchungen zur Geschichte der lateinischen Übersetzung des Hebräerbriefs, 1928 (= exegetische Dissertation).
- Grundriß der Einleitung in das Neue Testament. Hanstein, Bonn, 1. Aufl. 1938, 2. Aufl. 1952.
- Die altlateinische Bibel. Rede zum Antritt des Rektorates der Rheinischen Friedrich Wilhelms-Universität zu Bonn am 17. November 1956 . Hanstein, Bonn 1957.
- als Mitherausgeber: 150 Jahre Rheinische Friedrich-Wilhelms-Universität zu Bonn, 1818–1968. Bonn 1968.